# Крізь обрій (фільм, 2019)
«Крізь обрій» (фр. Le Milieu de l'horizon) — бельгійсько-швейцарський драматичний фільм 2019 року, створений Дельфін Леєрісей за однойменним романом (2013) швейцарського письменника Ролана Буті.

## Сюжет
Дія розгортається посушливого літа 1976 року. 13-річний Гас мешкає на фермі разом з батьками Жаном і Ніколь, старшою сестрою Леа та кузеном-калікою Руді. Через посуху гинуть посіви і кури. Скоро після приїзду Сесіль, розведеної подруги Ніколь, між жінками виникає лесбійський зв'язок. Жан, у нестямі від ревнощів, намагається задушити Сесіль, через що Ніколь приймає рішення піти з дому. Ображений на матір Гас знаходить розраду у першому коханні зі своєю юною подружкою Мадо. Коли нарешті починається злива, Гасові разом з батьком і Руді доводиться рятувати курчат, при чому Руді отримує серйозну травму, через яку впадає в кому. Під час концерту, на якому Леа у складі шкільного оркестру виконує Дев'яту симфонію Дворжака, Гас помічає Ніколь, підходить до матері і обіймає її.

## У ролях
| Актор            | Роль     |
| ---------------- | -------- |
| Люк Брюше        | Гас      |
| Летиція Каста    | Ніколь   |
| Клеманс Поезі    | Сесіль   |
| Тібо Еврар       | Жан      |
| Патрік Дескамп   | Аннібаль |
| Ліса Гарде       | Леа      |
| Фред Готьє       | Руді     |
| Саша Грават Гарш | Мадо     |

## Нагороди та номінації
Швейцарська кінопремія (2020)
- Найкращий художній фільм (Дельфін Леєрісей).
- Найкращий сценарій (Джоанна Джігер).
- Номінація на найкращого актора (Люк Брюше).
- Номінація на найкращу музику до фільму (Ніколас Рабеус)[1].